# 오스만 부카리
오스만 부카리(영어: Osman Bukari, 1998년 12월 13일 ~ )는 미국 메이저 리그 사커의 오스틴 FC에서 라이트 윙어로 활약하고 있는 가나의 축구 선수로, 가나 국가대표팀의 일원으로도 활약 중이며 2023년 6월, 세르비아 정부로부터 시민권을 받았다.

## 구단 경력

### AS 트렌친
오스만 부카리의 프로 경력에서 첫 번째 유럽 클럽은 슬로바키아의 AS 트렌친이었다. 부카리는 2018년 7월 고국의 아크라 라이언스에서 합류했다. 슬로바키아 축구에서 2년 동안 부카리는 66경기에 출전하여 16골 25도움을 기록하며 팀에서 최고의 선수 중 한 명이었다. 2019-20 시즌에 그는 공식적으로 트렌친의 최고 선수였으며 리그 최고의 XI에 포함되었다. 그는 또한 이번 시즌 최고의 선수 3인 최종 명단에 올랐다.

### 헨트
슬로바키아에서 눈에 띄는 활약을 펼친 후, 벨기에의 KAA 헨트는 2020년 9월 4일 부카리와 계약을 체결했다. 헨트와 3년 계약을 체결한 후, 부카리는 빠르게 1군 주전 선수들 중 한 명으로 자리매김했다. 그는 UEFA 유로파리그에서 헨트가 조별 리그에서 호펜하임, 츠르베나 즈베즈다, 그리고 슬로반 리베레츠와 맞붙어 활약했다. 그는 헨트를 위해 35번의 경기에 출전하여 4골 6도움을 기록했다.

#### 낭트로의 임대
2021년 8월 12일 프랑스 리그 1의 FC 낭트가 부카리와 한 시즌 임대 계약을 체결했다. 가나인은 클럽 역사상 4번째로 쿠프 드 프랑스에서 우승한 팀의 일원으로 21년의 기다림 끝에 유럽 자격을 얻었다.

### 츠르베나 즈베즈다
세르비아 챔피언인 츠르베나 즈베즈다는 2022년 6월 21일에 300만 유로의 가격에 부카리를 영입했다. 그는 라드니치키 니시를 상대로 클럽 데뷔 전을 치렀고, 같은 경기에서 득점표에 올랐다. 그는 세르비아 팀이 5-0으로 이긴 퓨니크와의 UEFA 챔피언스리그 예선 전에서 도움 3골을 기록하며 이 경기의 사나이였다. 부카리는 츠르베나 즈베즈다가 1-1로 비긴 파르티잔과의 경기에서 멋진 왼발 발리슛으로 득점하며 영원한 더비에서 볼 수 있는 최고의 골 중 하나를 기록했다.
맨체스터 시티와의 2023-24년 UEFA 챔피언스리그 첫 경기에서 3-1로 패한 경기에서 팀의 유일한 득점을 기록했다.

### 오스틴 FC
2024년 5월 30일, 부카리는 보고된 700만 달러에 오스틴 FC와 계약했다. 부카리는 오스틴의 시니어 로스터, 국가대표 및 지명 선수 자리를 차지할 것이다.

## 국가대표팀 경력
2021년 3월 25일, 부카리는 남아프리카 공화국을 상대로 아프리카 네이션스컵 예선 전에서 가나 국가대표팀으로 출전했다. FC 낭트와 FK 츠르베나 즈베즈다의 클럽 수준에서의 좋은 활약은 그에게 블랙 스타즈를 상기시켜주었고 그는 2022년 3월부터 국가대표팀의 고정 선수였다. 그는 2022년 6월 1일, 마다가스카르와의 AFCON 예선 전에서 첫 골을 넣었다. 부카리는 2022년 FIFA 월드컵에서 블랙 스타즈를 대표하기 위해 국가대표팀 감독 오토 아도에 의해 소집되었다. 그의 월드컵 데뷔 전에서 부카리는 포르투갈에게 3-2로 패한 경기에서 90분에 골을 넣었고 주장 크리스티아누 호날두의 유명한 세레머니를 펼쳤다.